# Autorités monétaires
 (août 2007).
Si vous disposez d'ouvrages ou d'articles de référence ou si vous connaissez des sites web de qualité traitant du thème abordé ici, merci de compléter l'article en donnant les références utiles à sa vérifiabilité et en les liant à la section « Notes et références ».

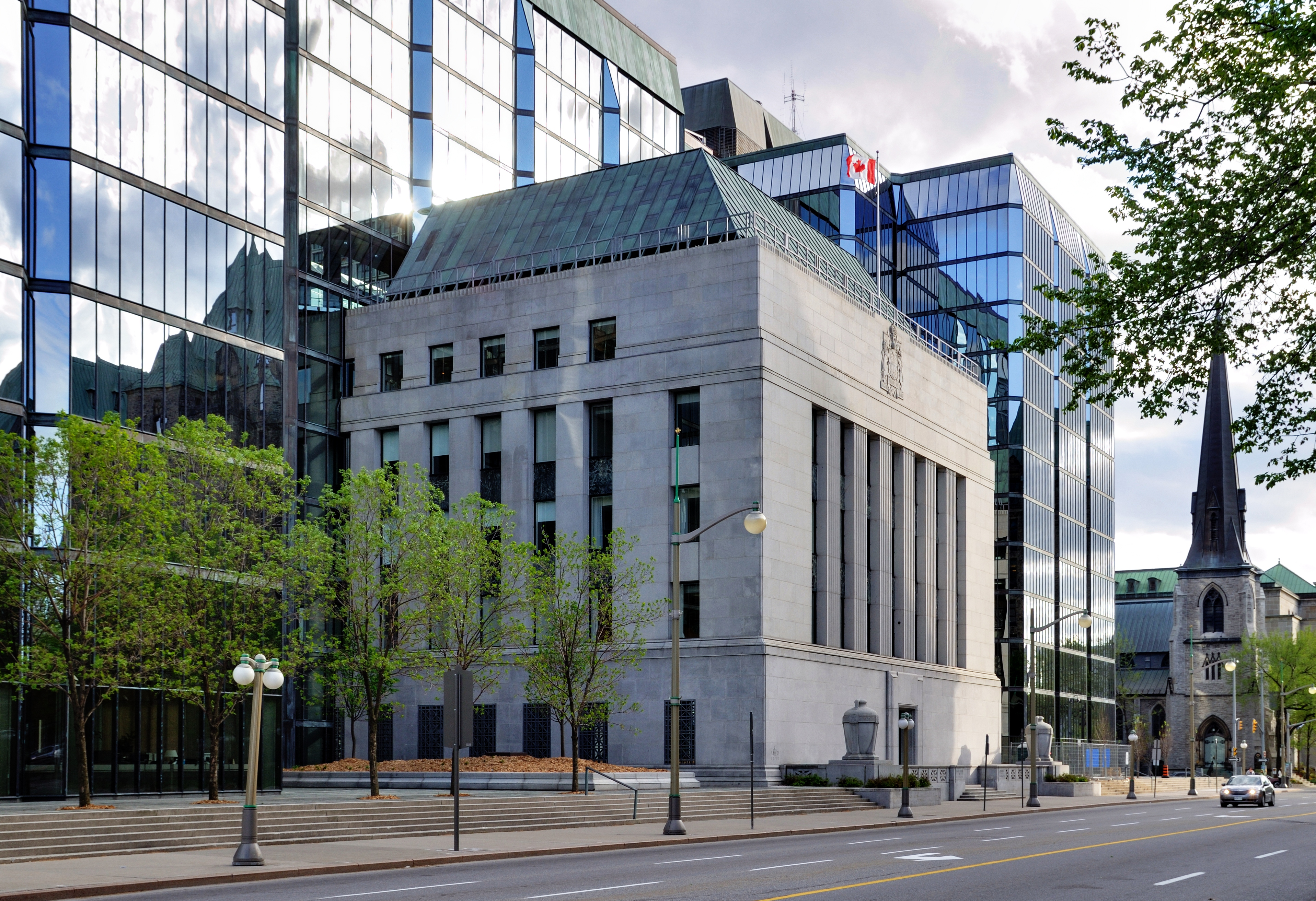
La Banque du Canada, à Ottawa.

Le terme autorités monétaires désigne, au sein des institutions d'un pays, les organismes chargés de la politique monétaire, c'est-à-dire de la politique de taux de change et la fixation des taux d'intérêt.
C'est une expression qui a été très utilisée à partir de l'après-guerre (à cette période, l'autorité monétaire avait été particulièrement concentrée au sein des ministères des Finances). De nos jours, elle concerne principalement la banque centrale, même si le terme peut parfois encore inclure le ministère des Finances lorsque la banque centrale n'est pas « indépendante ».

## Rôle des autorités monétaires
Les autorités monétaires ont comme première vocation de « garantir » (au sens figuré) la valeur de la monnaie, autrement dit, la « confiance » portée par les porteurs et détenteurs (potentiels) de monnaie envers ladite monnaie. Le terme « garantir » revêt également un sens propre, que ce soit dans le système de l’étalon-or (les réserves d’or détenues par une banque centrale étaient la « preuve » que la confiance monétaire était fondée) ou, dans le système moderne, par une banque centrale prêteur en dernier ressort.
La seconde vocation d’une autorité monétaire est de créer (voire de détruire) de la monnaie (pièces et billets par exemple, mais en réalité, un simple jeu d’écriture peut permettre de créer de la monnaie (la monnaie scripturale)). Toutefois, la création de nouvelle monnaie peut avoir un impact direct sur l’inflation. Une hausse de l'inflation est généralement considérée comme néfaste (voir Conséquences de l'inflation).
La troisième vocation d’une autorité monétaire est d’orienter « l’économie » en fonction de priorités qui lui sont fixées par le pouvoir politique, ou par leur acte constitutif, pour les banques centrales indépendantes (cas le plus fréquent dans les pays à économie de marché ; c'est le cas de la BCE, de la FED, de la BoJ). Parmi les priorités politiques (par extension, les priorités d’une Banque Centrale autonome), on peut normalement citer :
- la volonté de garantir une relative stabilité monétaire et, notamment, d’éviter des phénomènes d’inflation trop forte, ou, à l’inverse, de déflation, ces deux cas pouvant engendrer des corrections brutales et des crises graves. Concrètement, cela se traduit par la détermination de taux d’intérêt qui restent toujours « raisonnables » (disons entre 2 % et 5 %)

- la volonté de favoriser la croissance via la baisse des taux d’intérêt, ce qui permet d’accroitre les liquidités du marché. Ceci favorise normalement les investissements par réalisation de l'effet de levier (taux de profit supérieur au taux d'intérêt) d’une part ainsi qu’une montée des salaires d’autre part (par redistribution des liquidités qui sont plus facilement disponibles), et donc, sous certaines conditions, la relance de la croissance économique. A contrario, l’afflux de liquidités favorise également l’inflation, ceci pouvant affecter le pouvoir d’achat. Important et prolongé, l’afflux de liquidité fait perdre sa valeur à la monnaie.

- la volonté de jouer sur les engagements  des États (dette publique), en favorisant l’inflation (pour dévaluer la monnaie : voir inflation - inflation et choix économiques)

- influencer la balance commerciale. Plus une monnaie est forte, moins il revient cher d’acheter une ressource étrangère. Mais, réciproquement, la monnaie étant forte, il devient plus difficile d’exporter ses propres productions. Mais cette situation n'est possible que lorsque les produits exportés vers les partenaires étrangers obéissent au principe de la compétitivité-prix (la demande est directement liée au prix). Lorsque, inversement, les produits adressés à l'extérieur sont compétitifs pour d'autres raisons que le prix (qualité du produit, rareté et proximité), Il devient moins difficile d'exporter même avec des prix plus chers. La réciproque est vraie pour une monnaie faible (favorisation des exportations, importations plus chères). Cependant, la baisse de prix désavantage les produits exportés dont la qualité est meilleure ou ceux dont la compétitivité est hors-prix. Ici une baisse de prix correspond, dans l'esprit de l'acheteur, à une baisse des caractéristiques fondamentales du produit qui déterminent l'achat.